# World Violation Tour
Tournées par Depeche Mode
Music for the Masses Tour
(1987-1988) Devotional Tour (1993)
World Violation Tour est une tournée mondiale du groupe anglais de musique électronique Depeche Mode qui débute le 28 mai 1990 à Pensacola aux États-Unis et qui se termine 6 mois plus tard, le 27 novembre 1990, à Birmingham au Royaume-Uni.
La tournée promeut le septième album du groupe, Violator, sorti en mars 1990.
Selon certaines sources, à l'issue de cette tournée, DM aurait déplacé 1,2 million de fans.

## Setlist
1. Policy of Truth
2. World in My Eyes
3. Halo
4. Shake the Disease
5. Everything Counts
6. Master and Servant
7. Never Let Me Down Again
8. Waiting for the Night
9. I Want You Now (acoustique)
10. Here Is the House (acoustique)
11. Little 15 (acoustique)
12. World Full of Nothing (acoustique)
13. Blue Dress (acoustique)
14. Sweetest Perfection (acoustique)
15. Clean
16. Stripped
17. Policy of Truth
18. Enjoy the Silence
19. Strangelove
20. Personal Jesus
Premier rappel
21. Black Celebration
22. A Question of Time
Second rappel
23. Behind the Wheel
24. Route 66

## Dates
| Date             | Ville                 | Pays        | Lieu                                            |
| ---------------- | --------------------- | ----------- | ----------------------------------------------- |
| Amérique du Nord |                       |             |                                                 |
| 28 mai           | Pensacola             | États-Unis  | Pensacola Civic Center (en)                     |
| 30 mai           | Orlando               | États-Unis  | Orlando Arena                                   |
| 31 mai           | Miami                 | États-Unis  | Miami Arena                                     |
| 2 juin           | Tampa                 | États-Unis  | USF Sun Dome (en)                               |
| 4 juin           | Atlanta               | États-Unis  | Coca-Cola Lakewood Amphitheatre (en)            |
| 6 juin           | Columbia              | États-Unis  | Merriweather Post Pavilion                      |
| 8 juin           | Saratoga Springs      | États-Unis  | Saratoga Performing Arts Center (en)            |
| 9 juin           | Mansfield             | États-Unis  | Great Woods Center for the Performing Arts (en) |
| 10 juin          | Mansfield             | États-Unis  | Great Woods Center for the Performing Arts (en) |
| 13 juin          | Philadelphie          | États-Unis  | Spectrum                                        |
| 14 juin          | Philadelphie          | États-Unis  | Spectrum                                        |
| 16 juin          | East Rutherford       | États-Unis  | Giants Stadium                                  |
| 18 juin          | New York              | États-Unis  | Radio City Music Hall                           |
| 21 juin          | Montréal              | Canada      | Forum de Montréal                               |
| 22 juin          | Toronto               | Canada      | Stade de l'Exposition nationale                 |
| 24 juin          | Burgettstown          | États-Unis  | Coca-Cola Star Lake Amphitheater (en)           |
| 25 juin          | Cincinnati            | États-Unis  | Riverbend Music Center (en)                     |
| 26 juin          | Cuyahoga Falls        | États-Unis  | Blossom Music Center (en)                       |
| 28 juin          | Clarkston             | États-Unis  | Pine Knob Music Theatre (en)                    |
| 29 juin          | Clarkston             | États-Unis  | Pine Knob Music Theatre (en)                    |
| 30 juin          | Milwaukee             | États-Unis  | Marcus Amphitheater                             |
| 2 juillet        | Tinley Park           | États-Unis  | World Music Theatre (en)                        |
| 3 juillet        | Tinley Park           | États-Unis  | World Music Theatre (en)                        |
| 5 juillet        | The Woodlands         | États-Unis  | Cynthia Woods Mitchell Pavilion (en)            |
| 6 juillet        | The Woodlands         | États-Unis  | Cynthia Woods Mitchell Pavilion (en)            |
| 8 juillet        | Dallas                | États-Unis  | Coca-Cola Starplex Amphitheatre (en)            |
| 9 juillet        | Dallas                | États-Unis  | Coca-Cola Starplex Amphitheatre (en)            |
| 11 juillet       | Morrison              | États-Unis  | Red Rocks Amphitheatre                          |
| 12 juillet       | Morrison              | États-Unis  | Red Rocks Amphitheatre                          |
| 14 juillet       | Calgary               | Canada      | Olympic Saddledome                              |
| 16 juillet       | Vancouver             | Canada      | Pacific Coliseum                                |
| 18 juillet       | Portland              | États-Unis  | Memorial Coliseum                               |
| 20 juillet       | Mountain View         | États-Unis  | Shoreline Amphitheatre                          |
| 21 juillet       | Mountain View         | États-Unis  | Shoreline Amphitheatre                          |
| 22 juillet       | Sacramento            | États-Unis  | Cal Expo Amphitheatre (en)                      |
| 25 juillet       | Salt Lake City        | États-Unis  | Salt Palace                                     |
| 27 juillet       | Phoenix               | États-Unis  | Arizona Veterans Memorial Coliseum              |
| 28 juillet       | San Diego             | États-Unis  | San Diego Sports Arena                          |
| 29 juillet       | San Diego             | États-Unis  | San Diego Sports Arena                          |
| 31 juillet       | San Diego             | États-Unis  | San Diego Sports Arena                          |
| 1er août         | Universal City        | États-Unis  | Universal Amphitheatre                          |
| 4 août           | Los Angeles           | États-Unis  | Dodger Stadium                                  |
| 5 août           | Los Angeles           | États-Unis  | Dodger Stadium                                  |
| Océanie          |                       |             |                                                 |
| 31 août          | Sydney                | Australie   | Hordern Pavilion (en)                           |
| Asie             |                       |             |                                                 |
| 4 septembre      | Fukuoka               | Japon       | Shimin Kaikan Dai Hall                          |
| 6 septembre      | Kobe                  | Japon       | World Memorial Hall (en)                        |
| 8 septembre      | Kanazawa              | Japon       | Ishikawa Kōsei Nenkin Kaikan                    |
| 9 septembre      | Nagoya                | Japon       | Nagoya Civic Assembly Hall (en)                 |
| 11 septembre     | Tokyo                 | Japon       | Nippon Budokan                                  |
| 12 septembre     | Tokyo                 | Japon       | Nippon Budokan                                  |
| Europe           |                       |             |                                                 |
| 28 septembre     | Bruxelles             | Belgique    | Forest National                                 |
| 29 septembre     | Dortmund              | Allemagne   | Westfalenhallen                                 |
| 30 septembre     | Dortmund              | Allemagne   | Westfalenhallen                                 |
| 2 octobre        | Copenhague            | Danemark    | Valby-Hallen (en)                               |
| 3 octobre        | Copenhague            | Danemark    | Valby-Hallen (en)                               |
| 5 octobre        | Göteborg              | Suède       | Scandinavium                                    |
| 6 octobre        | Stockholm             | Suède       | Stockholm Globe Arena                           |
| 8 octobre        | Francfort-sur-le-Main | Allemagne   | Festhalle                                       |
| 9 octobre        | Hanovre               | Allemagne   | Parc des expositions de Hanovre (en)            |
| 11 octobre       | Lyon                  | France      | Halle Tony-Garnier                              |
| 12 octobre       | Zurich                | Suisse      | Hallenstadion                                   |
| 14 octobre       | Francfort-sur-le-Main | Allemagne   | Festhalle                                       |
| 15 octobre       | Stuttgart             | Allemagne   | Hanns-Martin-Schleyer-Halle                     |
| 17 octobre       | Munich                | Allemagne   | Olympiahalle                                    |
| 21 octobre       | Paris                 | France      | Palais omnisports de Paris-Bercy                |
| 22 octobre       | Paris                 | France      | Palais omnisports de Paris-Bercy                |
| 23 octobre       | Paris                 | France      | Palais omnisports de Paris-Bercy                |
| 25 octobre       | Liévin                | France      | Arena stade couvert de Liévin                   |
| 26 octobre       | Rotterdam             | Pays-Bas    | Ahoy Rotterdam                                  |
| 28 octobre       | Hambourg              | Allemagne   | Alsterdorfer Sporthalle (en)                    |
| 29 octobre       | Hambourg              | Allemagne   | Alsterdorfer Sporthalle (en)                    |
| 31 octobre       | Berlin                | Allemagne   | Deutschlandhalle                                |
| 1er novembre     | Berlin                | Allemagne   | Deutschlandhalle                                |
| 3 novembre       | Strasbourg            | France      | Rhénus Sport                                    |
| 5 novembre       | Barcelone             | Espagne     | Palau Sant Jordi                                |
| 7 novembre       | Madrid                | Espagne     | Palais des sports                               |
| 9 novembre       | Marseille             | France      | Palais des sports                               |
| 11 novembre      | Milan                 | Italie      | Palatrussardi                                   |
| 12 novembre      | Rome                  | Italie      | PalaEur                                         |
| 14 novembre      | Bordeaux              | France      | Patinoire de Mériadeck                          |
| 15 novembre      | Bordeaux              | France      | Patinoire de Mériadeck                          |
| 17 novembre      | Brest                 | France      | Parc des expositions de la Penfeld              |
| 19 novembre      | Londres               | Royaume-Uni | Wembley Arena                                   |
| 20 novembre      | Londres               | Royaume-Uni | Wembley Arena                                   |
| 22 novembre      | Birmingham            | Royaume-Uni | NEC Arena                                       |
| 23 novembre      | Londres               | Royaume-Uni | Wembley Arena                                   |
| 26 novembre      | Birmingham            | Royaume-Uni | NEC Arena                                       |
| 27 novembre      | Birmingham            | Royaume-Uni | NEC Arena                                       |